# 1899
1899 (MDCCCXCIX) byl rok, který dle gregoriánského kalendáře započal nedělí.

## Události

### Česko
- 29. březen – u Polné zavražděna Anežka Hrůzová, počátek aféry zvané hilsneriáda
- duben – ve Svobodných Dvorech u Hradce Králové nalezena kompletní kostra mamuta
- 16. dubna – požár zničil zámek Kunčičky na Ostravsku
- 7. května – založen první český akvaristický spolek Aquarium – První spolek přátel aquarií a terrarií v Království Českém v Praze
- 12. září – v Kutné Hoře byl zahájen proces s Leopoldem Hilsnerem v rámci hilsneriády[1]
- 19. září – založena c. k. česká technická vysoká škola Františka Josefa v Brně (dnešní Vysoké učení technické v Brně)
- Založeno kladenské muzeum (dnešní Sládečkovo vlastivědné muzeum v Kladně)

### Předlitavsko
- 2. října – ministerským předsedou se stal Manfred Clary-Aldringen
- 21. prosince – ministerským předsedou se stal Heinrich von Wittek (do ledna 1900)

### Svět
- 19. ledna – Vznik Kondominia Anglo-egyptský Súdán.
- 2. března – Založení Národního parku Mount Rainier ve státě Washington.
- 4. března – při cyklonu Mahina zahynulo v Austrálii přes 400 lidí
- 4. února – Vypuknutí Filipínsko-americké války. 
  - 4. – 5. února – bitva o Manilu, největší vojenské střetnutí ve Filipínsko americké válce
- 29. dubna – Camille Jenatzy překonal jako první člověk v automobilu rychlost 100 km/h
- 19. června – vzniklo Kondominium Anglo-egyptský Súdán
- srpen–září – pařížské nepokoje Fort Chabrol
- 13. září – Anglický horolezec Halford Mackinder poprvé zdolává vrchol masivu Mount Kenya, 2. nejvyšší hory Afriky.
- 19. září – Alfred Dreyfus je omilostněn
- 8. listopadu – V Bronxu je otevřena zoo, která patří mezi největší na světě.
- listopad – konec Mahdího povstání v Súdánu
- 28. listopadu – Bitva na řece Modder
- 11. prosince – Bitva u Magersfontein: Koos de la Rey porazil britská vojska táhnoucí na pomoc městu Kimberley
- USA získaly Panamské průplavové pásmo
- Začala druhá búrská válka (konec 1902)
- vznikla první italská automobilka FIAT

### Probíhající události
- 1881–1899 – Mahdího povstání
- 1899–1902 – Druhá búrská válka

## Vědy a umění
- 6. března – německá firma Bayer patentovala Aspirin
- 27. března – Guglielmo Marconi přenesl radiový signál přes kanál La Manche
- 23. listopadu – Premiéra Dvořákovy 8. opery Čert a Káča v Národním divadle v Praze.
- Max Planck objevil Planckovu konstantu
- Objeven chemický prvek aktinium
- William Henry Pickering objevil Phoebe (jeden ze Saturnových měsíců), a to na snímcích, pořízených 16. srpna 1898
- M. Pupin navrhl a prakticky realizoval zmenšený útlum spojení tím, že zařadil do vedení indukční cívky
- První rádiový přenos řeči na vzdálenost 630 m

## Knihy
- Joseph Conrad – Srdce temnoty
- Sigmund Freud – Výklad snů
- Karel May – Černý mustang
- Karel May – Na věčnosti
- Octave Mirbeau – Zahrada muk
- Emilio Salgari – Černý korzár
- Lev Nikolajevič Tolstoj – Vzkříšení
- Jules Verne – Závěť výstředníka
- O životě na vysokých školách pražských knihy dvoje

## Sport

### Fotbal
- 8. ledna – Založen fotbalový klub SK Rapid Vídeň.
- 16. února – Založen fotbalový klub Knattspyrnufélag Reykjavíkur.
- 3. květen –  Založen fotbalový klub Ferencvárosi TC.
- 31. srpna – Založen fotbalový klub Olympique Marseille.
- 29. listopadu – Založen fotbalový klub FC Barcelona
- 16. prosince – Založen fotbalový klub AC Milán.

## Narození

### Česko

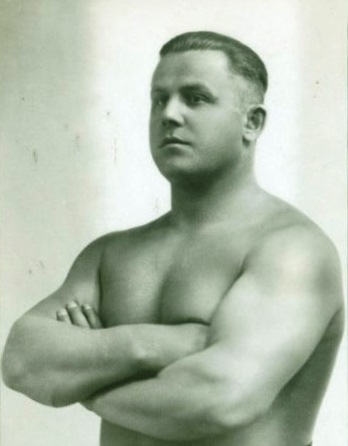
Jaroslav Skobla (* 16. dubna; vzpěrač)

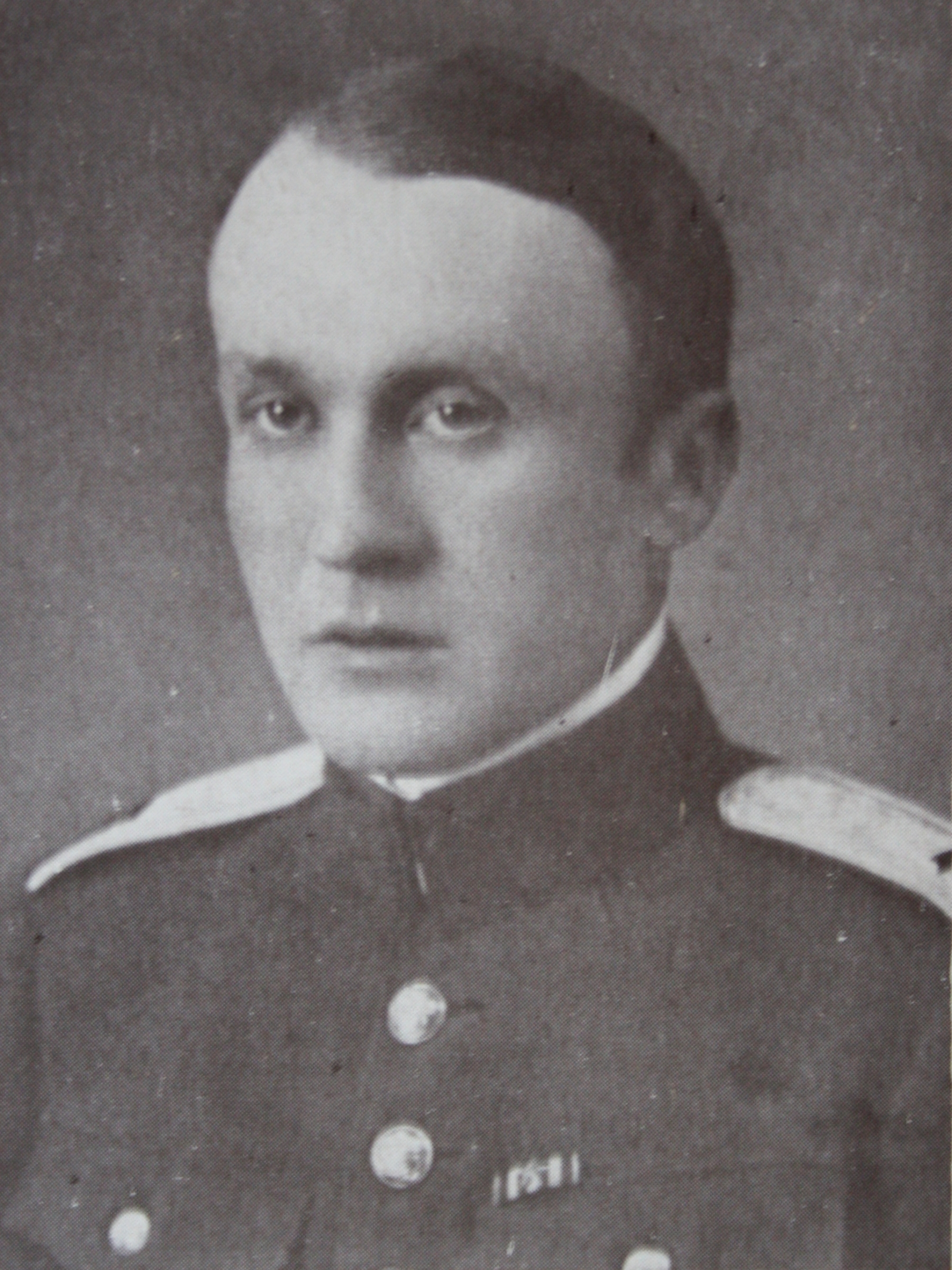
Rudolf Popler (* 29. května; dostihový jezdec)

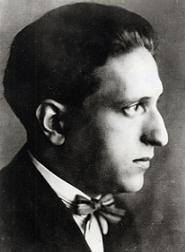
Pavel Haas (* 21. června; skladatel)

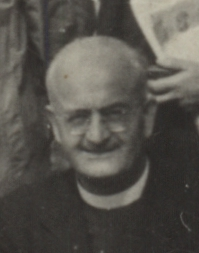
Václav Bartůněk (* 26. června; kněz)

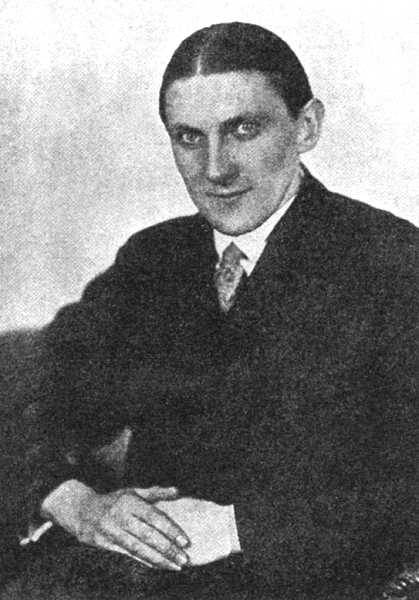
Jindřich Štyrský (* 1. srpna; umělec)

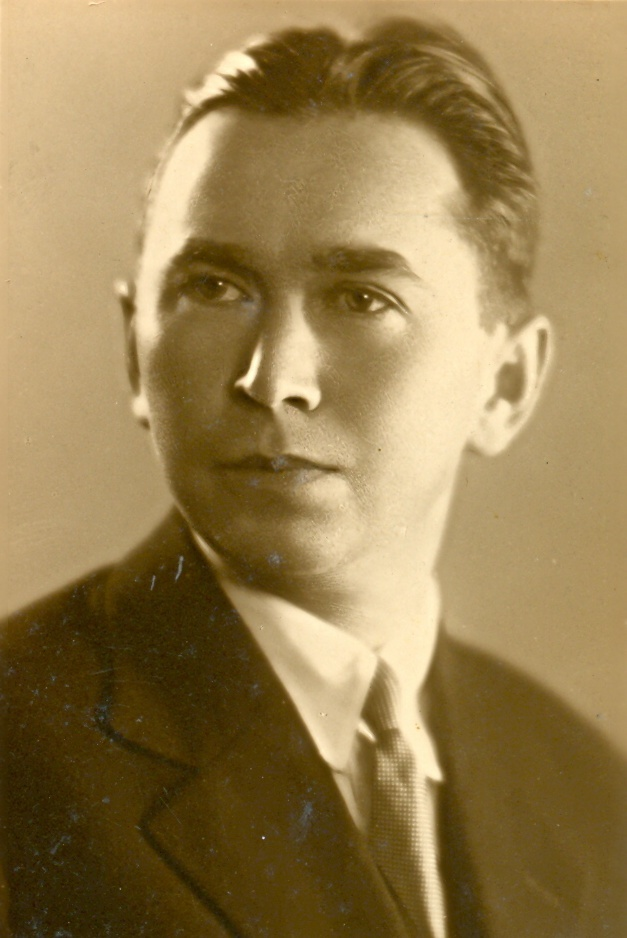
Václav Nejtek (* 23. září; sochař)

- 05. ledna – Alois Moravec, český malíř, grafik, ilustrátor a pedagog († 6. března 1987)
- 10. ledna – Josef Miloslav Kořínek, český slavista († 24. srpna 1945)
- 12. ledna – Otakar Odložilík, český historik († 14. července 1973)
- 13. ledna – Jaromír Fučík, překladatel z italštiny († 19. září 1989)
- 15. ledna – Roman Tuma, herec († 25. října 1933)
- 24. ledna – Milada Součková, česká spisovatelka, lingvistka a literární teoretička († 1. února 1983)
- 29. ledna – Antonín Perner, československý fotbalový reprezentant († 24. listopadu 1973)
- 03. února
  - Ferdinand Hajný, československý fotbalový reprezentant († 28. července 1978)
  - Otto Krompholz, československý fotbalový reprezentant († ?)
- 05. března – Zdenka Košáková, česká zahradní architektka, návrhářka a malířka († 25. srpna 1945)
- 12. března – Rudolf Kögler, amatérský přírodovědec, tvůrce první naučné stezky († 19. dubna 1949)
- 17. března – Cyril Pecháček, český dirigent a skladatel († 11. května 1949)
- 19. března – Josef Štainochr, malíř a hudebník († ?)
- 21. března – Ladislav Vácha, československý gymnasta, zlato na OH 1928 († 28. června 1943)
- 24. března – Rudolf Antonín Dvorský, hudební skladatel, kapelník, klavírista, zpěvák a herec († 2. srpna 1966)
- 27. března – Josef Polášek, český architekt († 20. prosince 1946)
- 28. března – Karel Konrád, český spisovatel a novinář († 11. prosince 1971)
- 30. března – Ludvík Hofta, československý reprezentační hokejový útočník († 24. srpna 1974)
- 06. dubna – Josef Toman, spisovatel, básník a dramatik († 27. ledna 1977)
- 15. dubna – Eman Fiala, herec, režisér, hudební skladatel a hudebník († 24. června 1970)
- 16. dubna – Jaroslav Skobla, československý vzpěrač, zlato na OH 1932 († 22. listopadu 1959)
- 18. dubna
  - Charlotte Schrötter-Radnitz, česká a italská malířka († 1986)
  - Zdeněk Chalabala, český klavírista, houslista, pedagog a dirigent († 4. března 1962)
- 05. května – Josef Havlíček, český funkcionalistický architekt († 30. prosince 1961)
- 06. května – Karel Schulz, český spisovatel († 27. února 1943)
- 07. května – Anna Pollertová, členka odbojové organizace Petiční výbor Věrni zůstaneme (PVVZ) († ? 1945)
- 10. května – Otakar Borůvka, český matematik († 22. července 1995)
- 12. května – Josef Hinner, starosta Moravské Ostravy na počátku druhé světové války († 19. srpna 1951)
- 24. května – Jindřich Spáčil, český spisovatel a amatérský archeolog († 20. listopadu 1978)
- 29. května – Rudolf Popler, dostihový jezdec († 16. října 1932)
- 01. června
  - Jarmila Fastrová, česká překladatelka anglické a francouzské beletrie († 28. listopadu 1968)
  - Jan Strakoš, český literární kritik, historik, teoretik a překladatel († 13. dubna 1966)
- 17. června – Josef Urban, český zápasník, stříbro na OH 1932 († 2. září 1968)
- 18. června – Quido Záruba, stavební inženýr, geolog († 8. září 1993)
- 21. června – Pavel Haas, hudební skladatel a pedagog († 17. října 1944)
- 14. června – Anna Kreuzmannová, česká divadelní a filmová herečka († 20. července 1994)
- 26. června – Václav Bartůněk, kněz, církevní a umělecký historik († 30. března 1985)
- 27. června – Ladislav Struna, český herec a malíř († 14. února 1980)
- 30. června
  - Jakub Honner, učitel, spisovatel a vlastivědný pracovník († 21. června 1963)
  - František Tomášek, 34. arcibiskup pražský a primas český a kardinál († 4. srpna 1992)
- 01. července – Jindřich Plachta, český herec († 6. listopadu 1951)
- 29. července – Jiří Plachý starší, český herec († 2. prosince 1952)
- 07. srpna – Oldřich Nový, filmový a divadelní herec, režisér, skladatel, dramaturg a zpěvák († 15. března 1983)
- 10. srpna – Jan Krásl, československý hokejový reprezentant († 17. března 1980)
- 11. srpna – Jindřich Štyrský, malíř, fotograf a básník († 21. března 1942)
- 12. srpna – Josef Věromír Pleva, český spisovatel pro děti a mládež († 7. září 1985)
- 13. srpna – Mirko Eliáš, český herec, malíř a básník († 29. května 1938)
- 19. srpna – Alois Vošahlík, politik, ministr československé vlády († 8. srpna 1946)
- 23. srpna – Míla Mellanová, česká herečka († 23. března 1964)
- 25. srpna – Jaroslav Hájíček, voják, zpravodajský důstojník a odbojář († 21. března 1978)
- 08. září – Karel Kašpařík, český fotograf († 20. října 1968)
- 11. září – Metoděj Habáň, kněz, filozof a spisovatel († 27. června 1984)
- 12. září – Josef Procházka, český výtvarník – betlemář († 28. prosince 1971)
- 13. září – Karel Černovský, český hudební skladatel a pedagog († 20. září 1980)
- 17. září – Marta Gottwaldová, manželka čtvrtého československého prezidenta Klementa Gottwalda († 28. října 1953)
- 23. září
  - Rudolf Říčan, evangelický teolog a historik († 2. listopadu 1975)
  - Václav Nejtek, sochař († 26. srpna 1958)
- 25. září – Ondřej Sekora, český spisovatel, žurnalista, kreslíř a entomolog († 4. července 1967)
- 30. září – Čeněk Šlégl, český herec, scenárista a režisér († 17. února 1970)
- 09. října – Karel Čipera, československý fotbalový reprezentant († 22. června 1981)
- 15. října – Adolf Kubát, hobojista a hudební pedagog († 3. listopadu 1980)
- 19. října – Erich Übelacker, automobilový konstruktér († 30. června 1977)
- 23. října – Antonín Jaroslav Urban, filmový kritik, scenárista, novinář a spisovatel († 1962)
- 30. října – Karel Pilař, český houslař († 28. června 1985)
- 03. listopadu
  - Miloš Havel, český mediální podnikatel a filmový producent († 25. února 1968)
  - Otomar Korbelář, český hudebník, herec a režisér († 30. listopadu 1976)
- 06. listopadu – Jiří Malý, český antropolog († 7. července 1950)
- 10. listopadu – Jan Roth, český kameraman († 4. října 1972)
- 19. listopadu – Ilona Štěpánová-Kurzová, česká klavírní virtuózka a pedagožka († 25. září 1975)
- 26. listopadu – František Marek, český architekt († 18. července 1971)
- 30. listopadu – Hans Krása, český hudební skladatel († 18. října 1944)
- 02. prosince – Peter Herman Adler, dirigent a skladatel narozený v Čechách († 2. října 1990)
- 08. prosince – Drahomíra Stránská, československá etnografka a pedagožka († 24. srpna 1964)
- 12. prosince – Karel Müller, malíř († 17. května 1977)
- 14. prosince – Bohumil Mořkovský, československý gymnasta, bronzová medaile na OH 1924 († 16. července 1928)
- 19. prosince – Jaroslav Cháňa, český reprezentační fotbalový brankář († 26. září 2000)
- 21. prosince – Rudolf Luskač, český prozaik († 26. června 1971)
- 26. prosince – Jan Svoboda, český jazykovědec († 4. dubna 1973)
- 31. prosince – Jan Nehera, prostějovský podnikatel († 1958)

### Svět

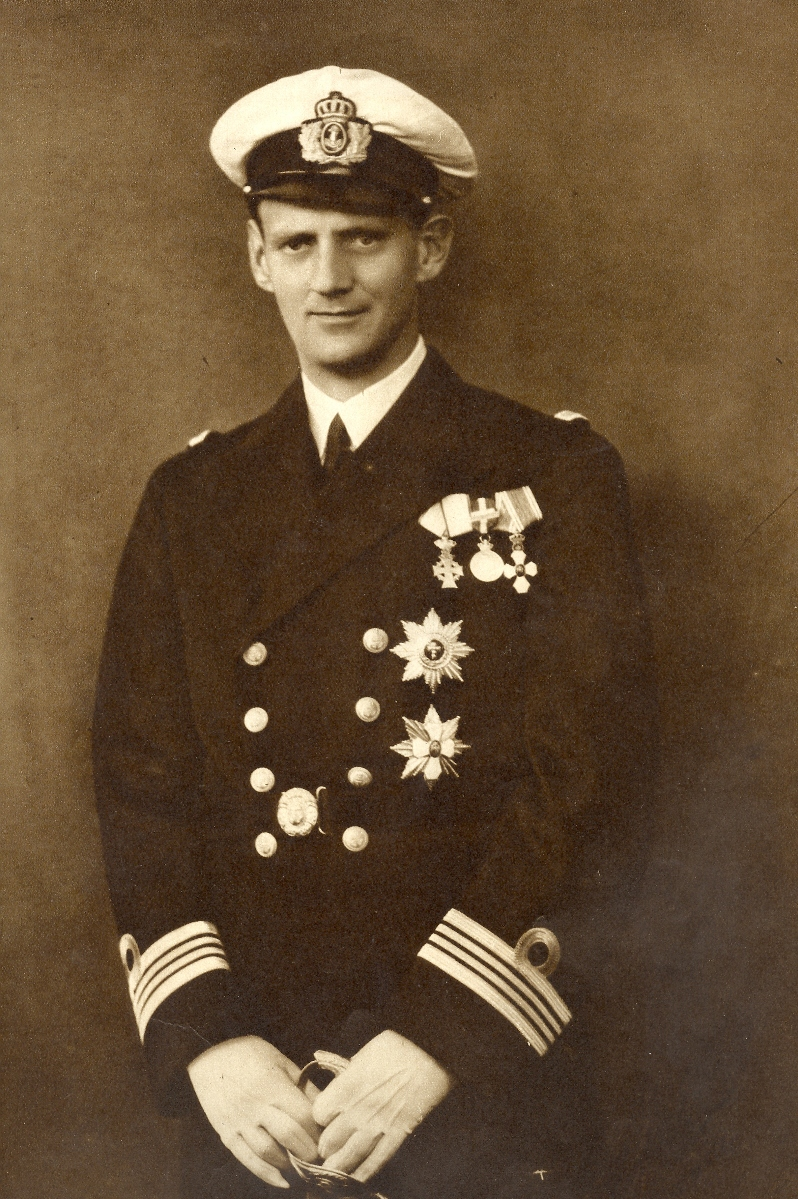
Frederik IX. (* 11. března)

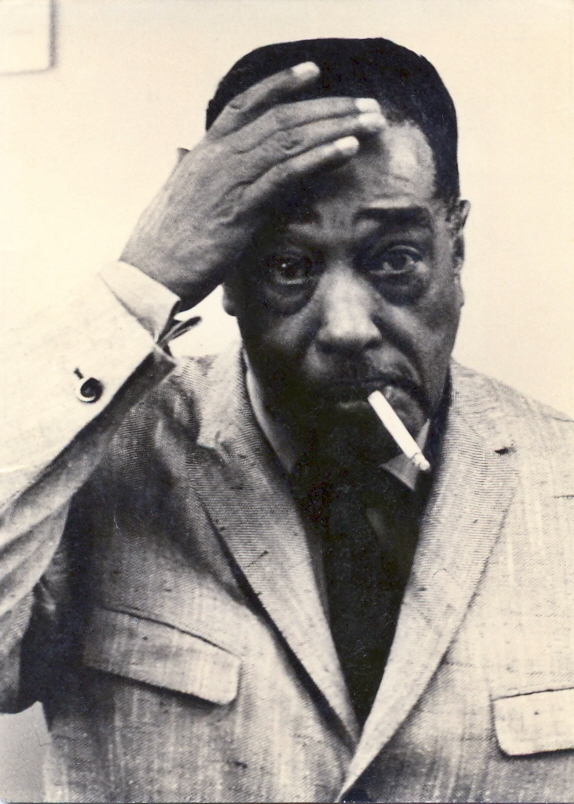
Duke Ellington (* 29. dubna)

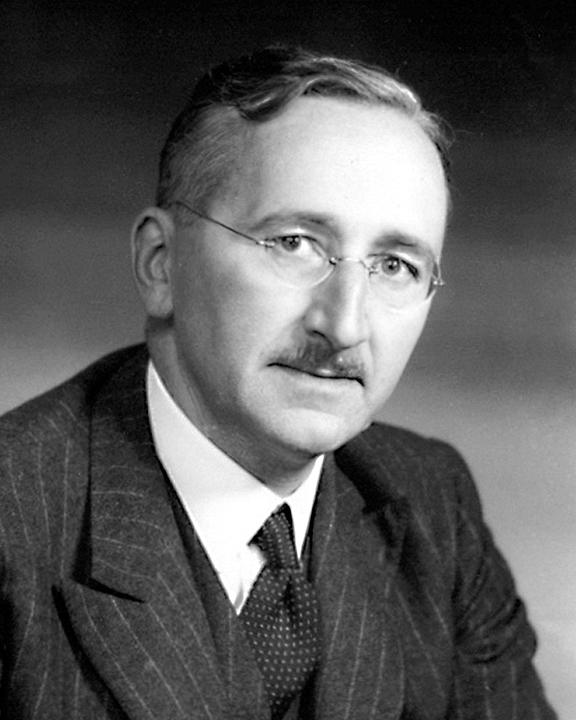
Friedrich August von Hayek (* 29. května)

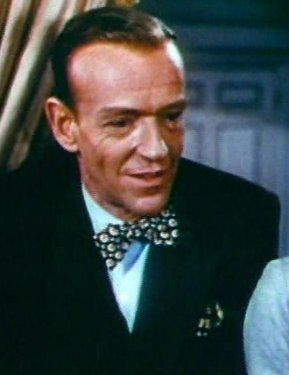
Fred Astaire (* 8. května)

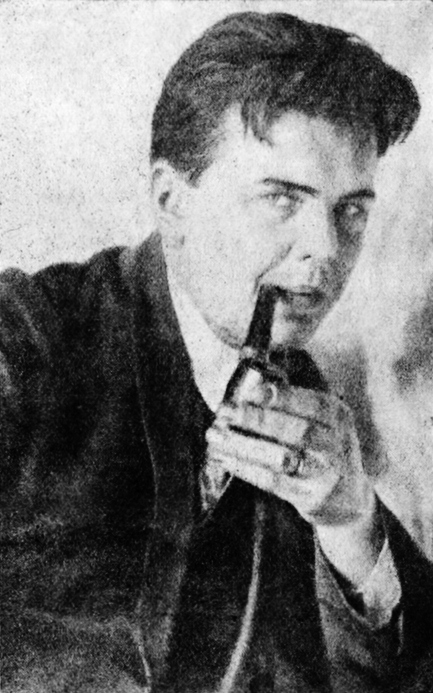
Leonid Maximovič Leonov (* 10. května)

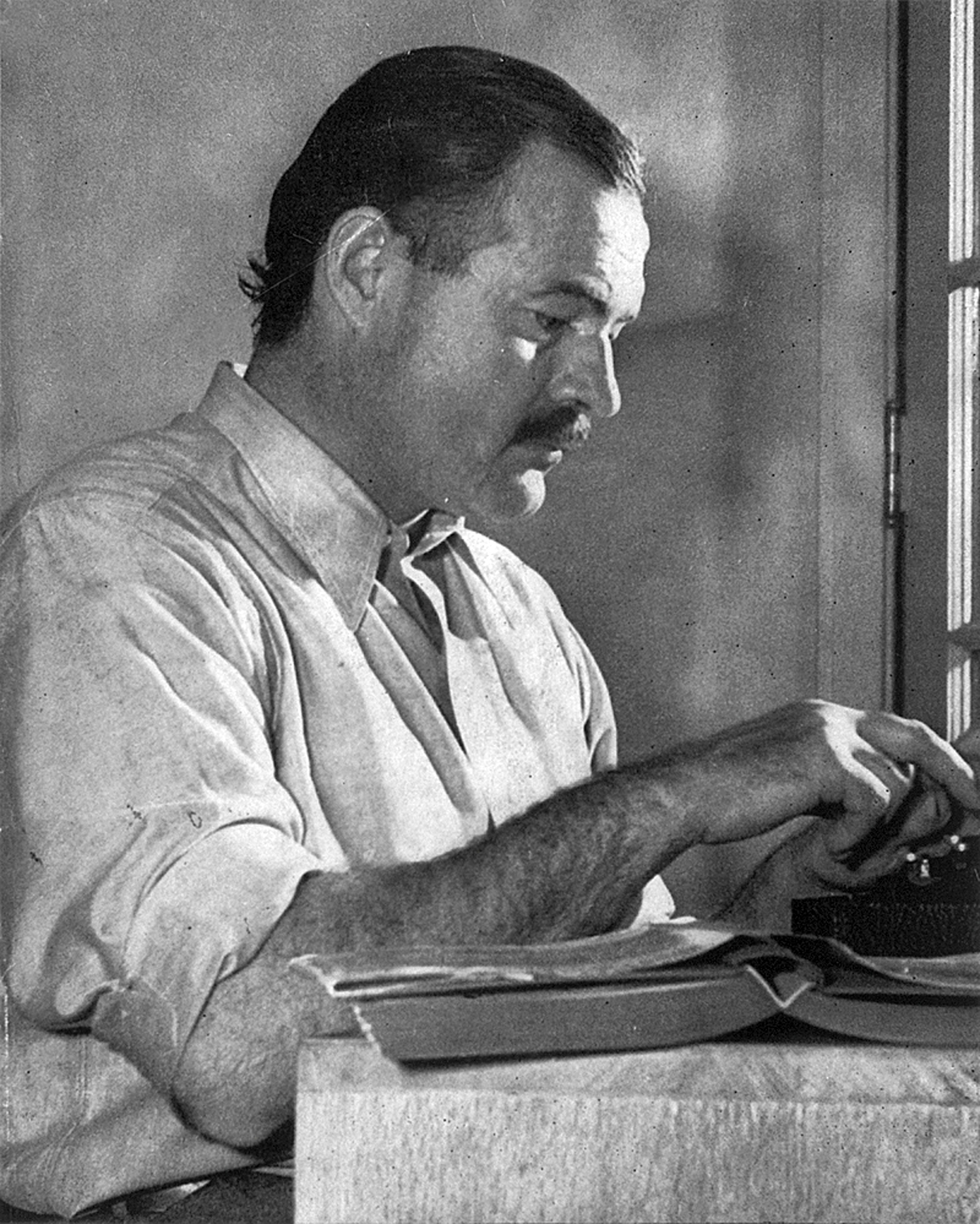
Ernest Hemingway (* 21. července)

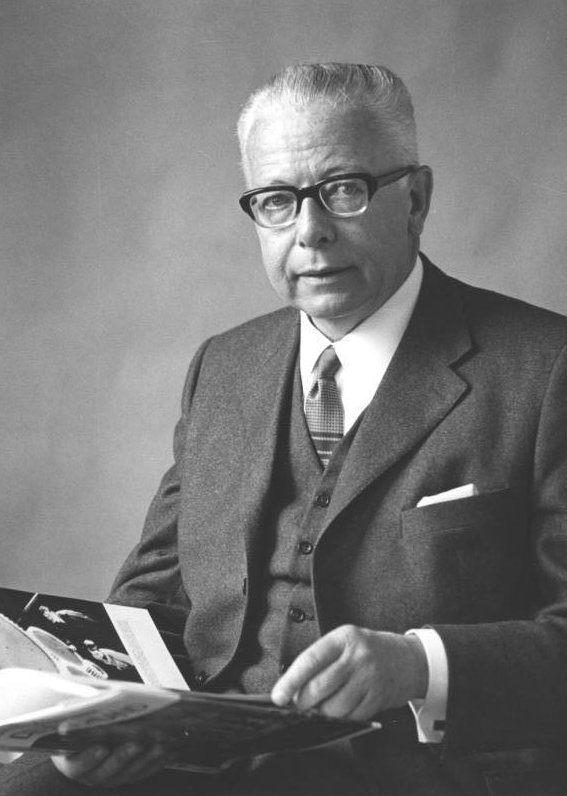
Gustav Heinemann (* 23. července)

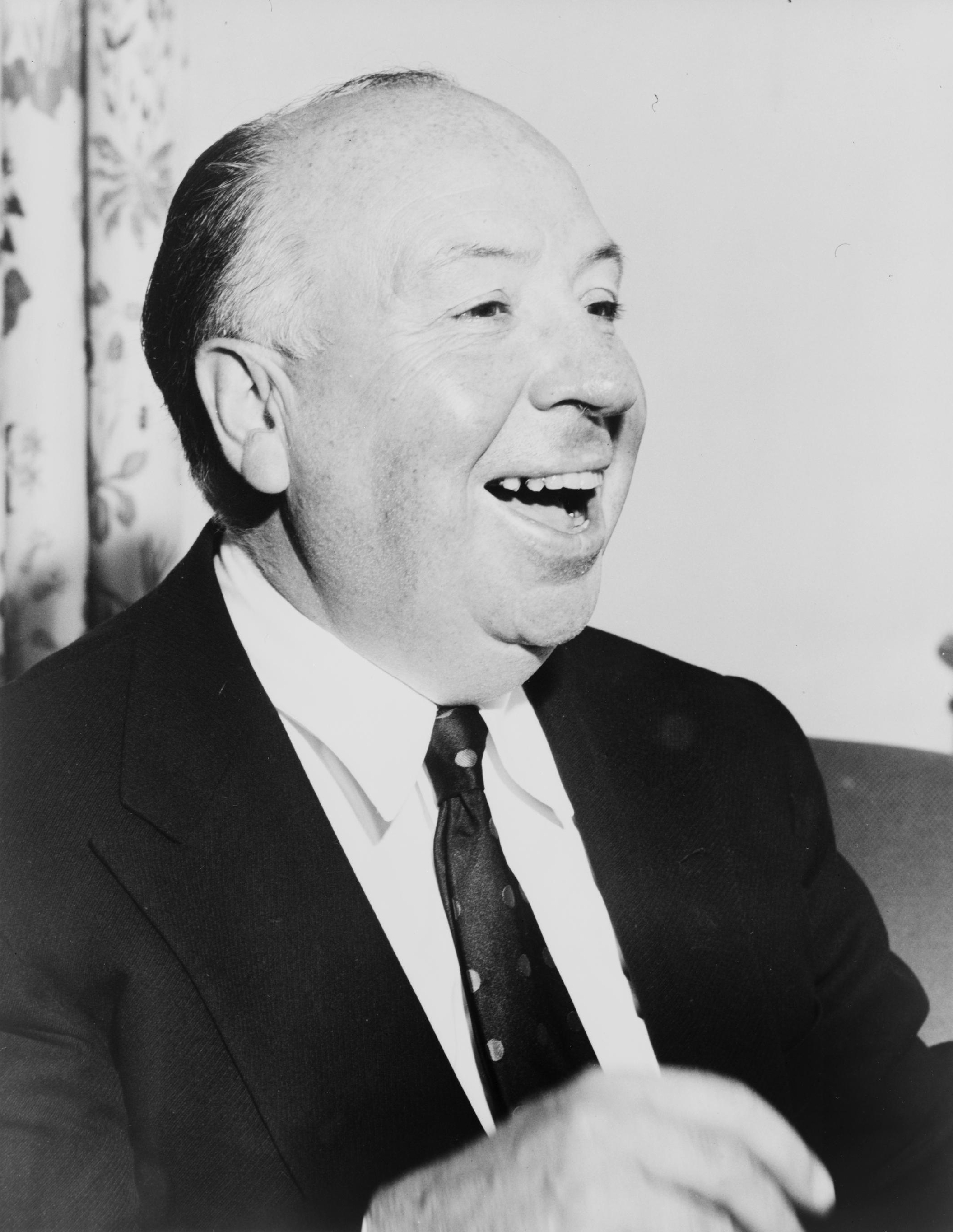
Alfred Hitchcock (* 13. srpna)

- 01. ledna – Jack Beresford, britský veslař († 3. prosince 1977)
- 06. ledna – Max Simon, nacistický generál, válečný zločinec († 1. února 1961)
- 07. ledna – Francis Poulenc, francouzský skladatel († 30. ledna 1963)
- 10. ledna – Szolem Mandelbrojt, francouzský matematik († 23. září 1983)
- 11. ledna – Miloš Alexander Bazovský, slovenský malíř († 15. prosince 1968)
- 12. ledna – Paul Hermann Müller, švýcarský chemik, Nobelova cena za fyziologii a medicínu 1948 († 13. října 1965)
- 13. ledna – Lev Kulešov, sovětský filmař a filmový teoretik († 29. března 1970)
- 17. ledna – Al Capone, americký šéf organizovaného zločinu († 25. ledna 1947)
- 21. ledna – Alexandr Nikolajevič Čerepnin, ruský hudební skladatel († 29. září 1977)
- 25. ledna – Paul-Henri Spaak, premiér Belgie, předseda Evropského parlamentu, předseda OSN a generální tajemník NATO († 31. července 1972)
- 27. ledna – Béla Guttmann, maďarský fotbalista a trenér († 28. srpna 1981)
- 30. ledna – Max Theiler, jihoafrický lékař-virolog, Nobelova cena za fyziologii a medicínu 1951 († 11. srpna 1972)
- 03. února – Café Filho, 18. prezident Brazílie († 20. února 1970)
- 10. února – Cevdet Sunay, 5. prezident Turecka († 22. května 1982)
- 12. února – Max Clara, rakouský anatom († 13. března 1966)
- 14. února – Onni Pellinen, finský zápasník († 30. října 1945)
- 15. února
  - Ernst Biberstein, evangelický pastor, nacistický válečný zločinec († 8. prosince 1986)
  - Georges Auric, francouzský hudební skladatel († 23. července 1983)
- 18. února – Mervyn Johns, velšský herec († 6. září 1992)
- 19. února – Lucio Fontana, italský výtvarník argentinského původu († 7. září 1968)
- 20. února – Muhammad Abdel Moneim, egyptský princ († 1. prosince 1979)
- 23. února
  - Chajim Arlozorov, izraelský filosof, básník a politik († 16. června 1933)
  - Erich Kästner, německý novinář a spisovatel († 29. července 1974)
- 27. února – Charles Best, kanadský biochemik a lékař, jeden z objevitelů inzulinu († 31. března 1978)
- 01. března
  - Zalman Aran, ministr v izraelské vládě († 6. září 1970)
  - Erich von dem Bach-Zelewski, nacistický generál, válečný zločinec († 8. března 1972)
- 05. března – Cecil Roth, britský historik umění († 21. června 1970)
- 08. března – Jozef Kollár, slovenský malíř († 21. října 1982)
- 11. března
  - Frederik IX., dánský král († 14. ledna 1972)
  - Allan Woodman, kanadský hokejista, zlato na ZOH 1920 († 17. března 1963)
- 13. března
  - Pančo Vladigerov, bulharský hudební skladatel a klavírista († 8. září 1978)
  - John Hasbrouck van Vleck, americký fyzik, Nobelova cena za fyziku 1977 († 27. října 1980)
- 16. března – Maria Julia Rodzińska, polská mučednice, blahoslavená († 20. února 1945)
- 18. března
  - Max Alpert, sovětský novinářský fotograf († 30. listopadu 1980)
  - George Beauchamp, konstruktér hudebních nástrojů († 30. března 1941)
- 19. března – Aksel Sandemose, norský spisovatel († 6. srpna 1965)
- 23. března – Ilse Bing, německá avantgardní a komerční fotografka († 10. března 1998)
- 27. března
  - Rudolf Svensson, švédský zápasník († 4. prosince 1978)
  - Gloria Swansonová, americká herečka († 4. dubna 1983)
- 29. března – Lavrentij Pavlovič Berija, šéf sovětského lidového komisariátu vnitra († 23. prosince 1953)
- 02. dubna – Robert Hill, britský biochemik († 15. března 1991)
- 08. dubna – Harry Steel, americký zápasník, zlato na OH 1924 († 8. října 1971)
- 13. dubna
  - Alfred Mosher Butts, americký architekt, tvůrce hry Scrabble († 4. dubna 1993)
  - Alfred Schütz, rakouský právník, filozof a sociolog († 20. května 1959)
  - Harold Osborn, americký olympijský vítěz ve skoku do výšky († 5. dubna 1975)
- 22. dubna – Vladimir Nabokov, ruský spisovatel († 2. července 1977)
- 23. dubna – Bertil Ohlin, švédský ekonom a politik († 3. srpna 1979)
- 24. dubna – Oscar Zariski, bělorusko-americký matematik († 4. července 1986)
- 27. dubna – Benčo Obreškov, bulharský malíř († 8. dubna 1970)
- 29. dubna – Duke Ellington, americký jazzový skladatel, klavírista a ditigent († 24. května 1974)
- 08. května – Friedrich August von Hayek, rakouský ekonom a filozof († 23. března 1992)
- 010. května
  - Fred Astaire, americký zpěvák, herec, choreograf a tanečník († 22. června 1987)
  - Ernst von Starhemberg, rakouský ministr vnitra a vicekancléř († 15. března 1956)
  - Čang Ta-čchien, čínský malíř a padělatel obrazů († 2. dubna 1983)
- 11. května – Sára Salkaházi, katolická novinářka a spisovatelka zavražděná nacisty, blahoslavená († 27. prosince 1944)
- 12. května – Maurice Carême, belgický spisovatel a básník († 13. ledna 1978)
- 14. května – Pierre Auger, francouzský fyzik († 25. prosince 1993)
- 18. května – D. Gwenallt Jones, velšský básník a romanopisec († 24. prosince 1968)
- 23. května – Julien Bryan, americký fotograf, filmař a dokumentarista († 20. října 1974)
- 24. května
  - Suzanne Lenglenová, francouzská tenistka († 4. července 1938)
  - Henri Michaux, francouzský malíř, spisovatel a básník († 19. října 1984)
- 27. května – Dov Josef, ministr spravedlnosti Izraele († 7. ledna 1980)
- 31. května
  - Leo Borchard, německý dirigent († 23. srpna 1945)
  - Leonid Maximovič Leonov, sovětský spisovatel a dramatik († 8. srpna 1994)
- 02. června
  - Otto Isakower, rakouský psychiatr a psychoanalytik († 10. května 1972)
  - Lotte Reiniger, německá animátorka a režisérka († 19. června 1981)
- 3. června – Georg von Békésy, maďarsko-americký biofyzik, Nobelova cena za fyziologii nebo lékařství 1961 († 13. června 1972)
- 09. června – Petar S. Petrović, srbský herec a spisovatel († 20. října 1952)
- 12. června
  - Weegee, americký reportážní fotograf († 26. prosince 1968)
  - Fritz Albert Lipmann, americký biochemik, Nobelova cena za fyziologii nebo lékařství 1953 († 24. července 1986)
- 14. června
  - Roger Houdet, francouzský politik († 25. srpna 1987)
  - John Spellman, americký zápasník, zlato na OH 1924 († 1. srpna 1966)
- 20. června – Jean Moulin, francouzský odbojář († 8. července 1943)
- 24. června
  - Bruce Marshall, skotský spisovatel († 18. června 1987)
  - Henri Redon, francouzský chirurg († 1. června 1974)
  - Madelon Székely-Lulofsová, nizozemská spisovatelka († 22. května 1958)
- 26. června
  - Marie Nikolajevna, třetí dcera cara Mikuláše II. († 17. července 1918)
  - Július Révay, ministr dopravy v autonomní vládě Podkarpatské Rusi († 30. dubna 1979)
- 27. června – Juan Trippe, americký zakladatel letecké společnosti Pan American World Airways (Pan Am) († 3. dubna 1981)
- 29. června – Carlyle Beals, kanadský astronom († 2. července 1979)
- 01. července
  - Charles Laughton, britský herec, režisér a producent († 15. prosince 1962)
  - Konstantinos Tsatsos, prezident Řecka († 8. října 1987)
- 03. července
  - Peter Thomas McKeefry, kardinál († 18. listopadu 1973)
  - Ernst Fischer, rakouský marxistický spisovatel, literární vědec a politik († 31. července 1972)
- 04. července – Benjamin Péret, francouzský básník († 18. září 1959)
- 05. července – Marcel Achard, francouzský dramatik a spisovatel († 4. září 1974)
- 07. července – George Cukor, americký filmový režisér († 24. ledna 1983)
- 15. července – Seán Lemass, premiér Irska († 11. května 1971)
- 17. července – James Cagney, americký herec († 30. března 1986)
- 21. července
  - Ernest Hemingway, americký spisovatel († 2. července 1961)
  - Hart Crane, americký básník († 27. dubna 1932)
- 22. července – Sobhuza II., svazijský král († 21. srpna 1982)
- 23. července – Gustav Heinemann, prezident Německa († 7. července 1976)
- 26. července – Hermann Gehri, švýcarský zápasník, olympijský vítěz 1924 († 25. listopadu 1979)
- 01. srpna – Jimmie Angel, americký letec a dobrodruh († 8. prosince 1956)
- 03. srpna – Louis Chiron, monacký pilot Formule 1 († 22. června 1979)
- 05. srpna
  - Mart Stam, holandský architekt, urbanista a nábytkový designer († 21. února 1986)
  - Borys Antonenko-Davydovyč, ukrajinský spisovatel a překladatel († 8. května 1984)
- 09. srpna – Pamela Lyndon Traversová, australská herečka († 23. dubna 1996)
- 13. srpna – Alfred Hitchcock, britský a americký filmový režisér († 29. dubna 1980)
- 17. srpna – Wilfried Basse, německý kameraman a tvůrce dokumentárních filmů († 6. června 1946)
- 18. srpna – Otto Planetta, vrah rakouského kancléře Engelberta Dollfusse († 31. července 1934)
- 20. srpna – Salomon Bochner, americký matematik († 2. května 1982)
- 23. srpna – Ľudovít Benada, předseda Slovenské národní rady († 13. června 1973)
- 24. srpna
  - Jorge Luis Borges, argentinský spisovatel († 14. června 1986)
  - Albert Claude, belgický biolog, Nobelova cena za fyziologii a medicínu 1974 († 22. května 1983)
  - Johan Fabricius, nizozemský spisovatel († 21. června 1981)
  - Ferhát Abbás, alžírský politik a bojovník za jeho nezávislost († 24. prosince 1985)
- 27. srpna – C. S. Forester, britský spisovatel a dramatik († 2. dubna 1966)
- 28. srpna
  - Čang Mjon, předseda vlády Jižní Koreje († 4. června 1966)
  - Charles Boyer, francouzsko-americký herec († 26. srpna 1978)
- 01. září – Andrej Platonov, ruský spisovatel († 5. ledna 1951)
- 03. září – Marie Anna Braganzská, portugalská infantka († 23. června 1971)
- 09. září – Brassaï, maďarský fotograf a sochař († 8. července 1984)
- 13. září – Corneliu Zelea Codreanu, rumunský politik a zakladatel Železné gardy († 11. listopadu 1938)
- 18. září – Ida Kamińska, polská herečka († 21. května 1980)
- 19. září – Emil Belluš, slovenský architekt († 14. prosince 1979)
- 20. září – Leo Strauss, americký politický filosof († 18. října 1973)
- 23. září – Jean Piveteau, francouzský vertebrátní paleontolog († 7. března 1991)
- 28. září – Achille Campanile, italský spisovatel († 4. ledna 1977)
- 29. září
  - László Bíró, maďarský vynálezce kuličkového pera († 24. listopadu 1985)
  - Robert Gilbert, německý hudební skladatel († 20. března 1978)
- 01. října – Joseph Guillemot, francouzský olympijský vítěz v běhu na 5000 metrů z roku 1920 († 9. března 1975)
- 03. října – Louis Hjelmslev, dánský lingvista († 30. května 1965)
- 04. října – Franz Jonas, 7. prezident Rakouska († 24. dubna 1974)
- 05. října – Georges Bidault, premiér Francie († 27. ledna 1983)
- 07. října – Antonie Lucemburská, poslední bavorská korunní princezna († 31. července 1954)
- 08. října – Ja'akov Dori, náčelník Generálního štábu Izraelských obranných sil († 22. ledna 1973)
- 19. října – Miguel Ángel Asturias, guatemalský spisovatel a diplomat, Nobelova cena za literaturu 1967 († 9. června 1974)
- 20. října – Robin Reed, americký zápasník, zlato na OH 1924 († 20. prosince 1978)
- 22. října – Ša'ul Avigur, první ředitel izraelské zpravodajské služby († 29. srpna 1978)
- 23. října – Filipp Sergejevič Okťabrskij, sovětský admirál, Hrdina Sovětského svazu († 8. července 1969)
- 26. října – Emilio Grazioli, italský fašistický politik († 15. června 1969)
- 29. října – Akim Tamiroff, arménsko-americký herec († 17. září 1972)
- 02. listopadu – Peter Aufschnaiter, rakouský horolezec, geograf a kartograf († 12. října 1973)
- 06. listopadu
  - Květoslava Viestová, slovenská protifašistická bojovnice († 14. prosince 1987)
  - Francis Lederer, americký herec († 25. května 2000)
- 13. listopadu
  - Chuang Sien-fan, čínský historik, etnolog a antropolog († 18. ledna 1982)
  - Iskandar Mírza, první prezident Pákistánu († 12. listopadu 1969)
- 15. listopadu – Elisabeth Meyer, norská fotografka († 1968)
- 25. listopadu – Väinö Kokkinen, finský zápasník († 27. srpna 1967)
- 28. listopadu – Frances Yatesová, britská historička († 29. září 1981)
- 03. prosince – Hajato Ikeda, premiér Japonska († 13. srpna 1965)
- 08. prosince
  - Siegfried Günter, německý letecký konstruktér († 20. června 1969)
  - Walter Günter, německý letecký konstruktér († 21. září 1937)
- 15. prosince – Harold Abrahams, britský sprinter, olympijský vítěz v běhu na 100 metrů z roku 1924 († 14. ledna 1978)
- 16. prosince
  - Oľga Borodáčová, slovenská herečka († 13. září 1986)
  - Aleksander Zawadzki, prezident Polska († 7. srpna 1964)
  - Noël Coward, anglický hudební skladatel, zpěvák, herec a dramatik († 26. března 1973)
- 18. prosince – Peter Wessel Zapffe, norský spisovatel, filozof a horolezec († 12. října 1990)
- 25. prosince
  - Barnett Stross, britský lékař a politik, iniciátor kampaně za obnovu Lidic († 13. května 1967)
  - Humphrey Bogart, americký herec († 14. ledna 1957)
- 26. prosince
  - Leopold Mannes, americký hudebník, vynálezce barevného reverzního filmu († 11. srpna 1964)
  - Ivan Zjatyk, ukrajinský řeckokatolický kněz, oběť komunistického režimu, blahoslavený († 17. května 1952)
- 30. prosince – Edgar Schmued, americký letecký konstruktér († 1. června 1985)

## Úmrtí

### Česko

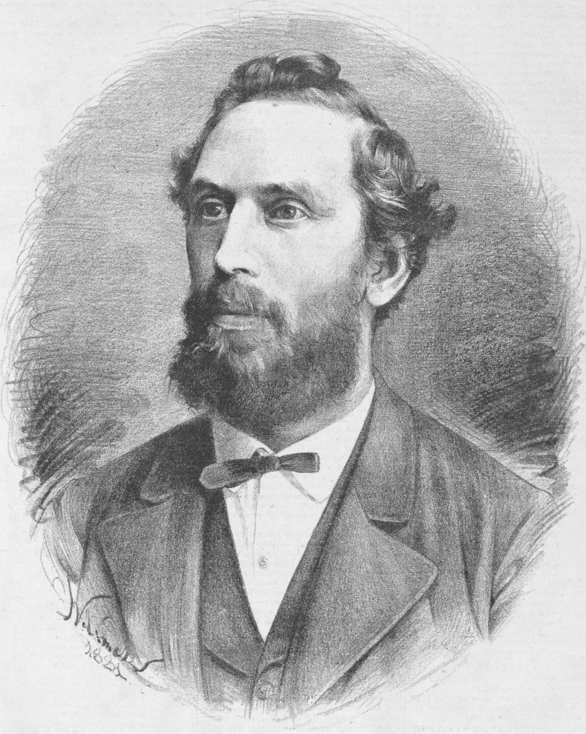
Josef Mocker († 16. ledna)

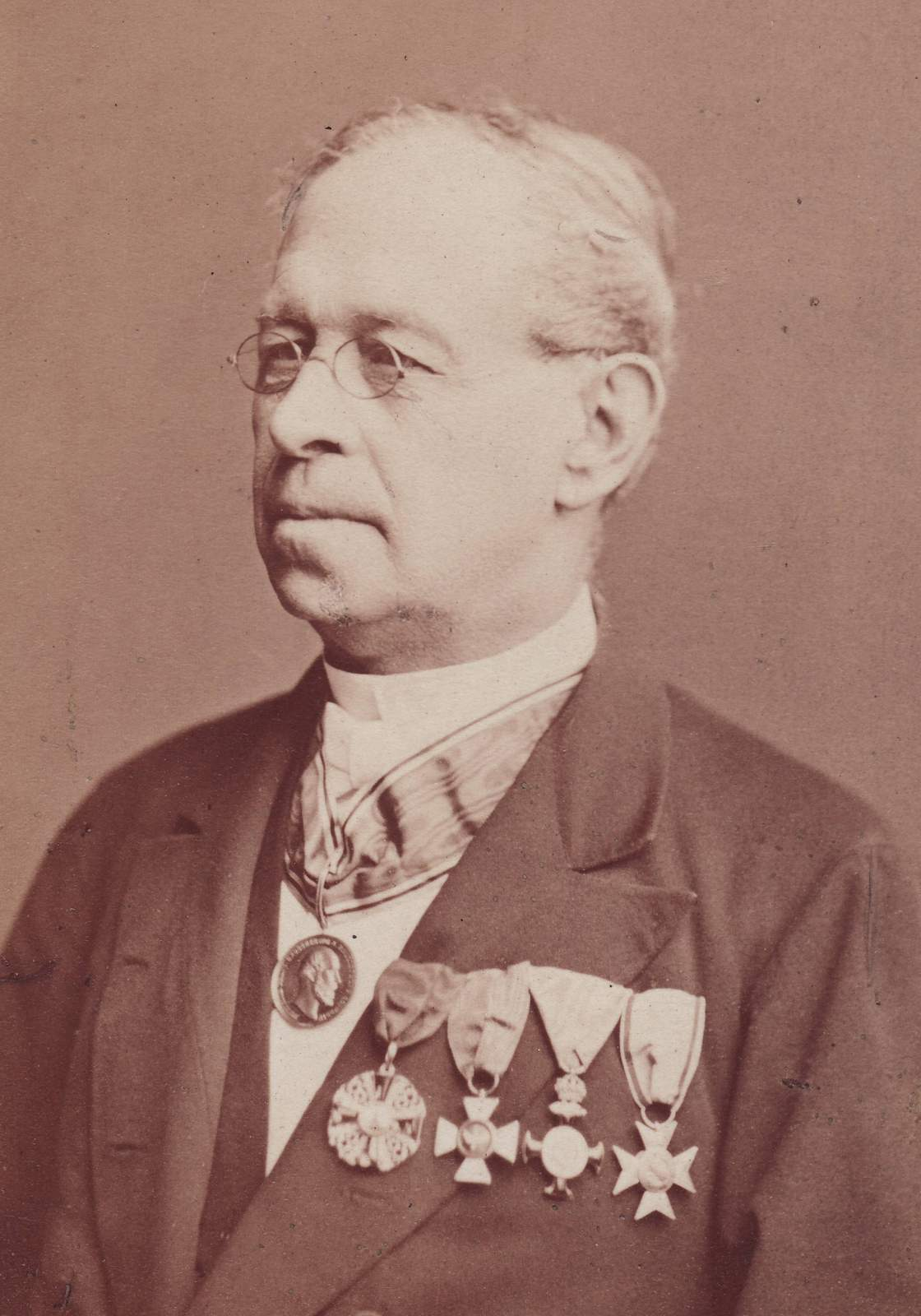
Romuald Božek († 30. dubna)

- 01. ledna – Otokar Mokrý, básník, žurnalista a překladatel (* 25. května 1854)
- 10. ledna
  - Jan Pánek, kanovník olomoucké kapituly, děkan teologické fakulty (* 3. května 1842)
  - Josef Baše, český evangelický básník (* 31. března 1850)
- 16. ledna – Josef Mocker, český architekt a restaurátor (* 22. listopadu 1835)
- 25. ledna
  - Jan Ludevít Procházka, český klavírista a dirigent (* 14. srpna 1837)
  - Antonín Rybička (Skutečský), historik, archivář a právník (* 30. října 1812)
- 31. ledna – Jan Malýpetr, učitel a propagátor tělocviku (* 29. května 1815)
- 06. února – Josef Maschka, profesor soudního lékařství (* 1820)
- 09. února – Bohuslav Čermák, spisovatel a literární historik (* 31. října 1846)
- 10. února – Josef Emler, český historik a archivář (* 10. ledna 1836)
- 20. února – Karel Plischke, český etnograf (* 23. listopadu 1862)
- 01. března – Bedřich Havránek, český malíř (* 4. ledna 1821)
- 14. března – Rudolf Karel Zahálka, český spisovatel (* 26. listopadu 1867)
- 19. března – Vilém Bukovský, profesor pražské techniky, specialista na dopravní stavby (* 24. září 1831)
- 29. března – Anežka Hrůzová, švadlena a oběť rituální vraždy (* 16. dubna 1879)
- 11. dubna – Jan Reimann, pražský zlatník (* 1843)
- 13. dubna – Bohdan Neureutter, český dětský lékař (* 20. listopadu 1829)
- 19. dubna – Josef Machek, poslanec Českého zemského sněmu, starosta Chrudimi (* 17. března 1821)
- 30. dubna
  - Václav Šebele, malíř (* 4. dubna 1835)
  - Romuald Božek, český vynálezce (* 6. února 1814)
- 07. května – Esma Sultan, osmanská princezna, dcera sultána Abdülazize, sestra sultána Abdülhamida II. (* 21. března 1873)
- 19. května – František Alois Šrom, právník a politik (* 20. srpna 1825)
- 26. května – Karel Gerber, odborník na pojišťovnictví (* 1839)
- 06. června – Jan Antoš, český spisovatel (* 1. ledna 1860)
- 25. června – František Schönborn, český kardinál (* 24. ledna 1844)
- mezi 28. červnem a 23. červencem – Vojtěch Mayerhofer, český novinář a lexikograf (* 10. března 1845)
- 6. července – František Vinkler, novinář, překladatel, společenský organizátor na Mělnicku, defraudant (* 18. ledna 1839)
- 10. července – Georgij Alexandrovič, třetí syn ruského cara Alexandra III. (* 9. května 1871)
- 07. srpna – František Kohout, český knihkupec (* 1841)
- 07. září – Karolína Světlá, česká spisovatelka (* 24. února 1830)
- 08. září – Václav Hugo Zavrtal, skladatel, vojenský kapelník a klarinetista (* 31. srpna 1821)
- 23. září – Bedřich Karel Kinský, český šlechtic a politik (* 18. února 1834)
- 06. října – František Řehoř, český etnograf (* 16. prosince 1857)
- 08. října
  - Julius Mařák, český malíř – krajinář (* 29. března 1832)
  - Alois Bulíř, český architekt a stavitel (* 11. března 1838)
- 16. října – Josef Václav Krejča, český novinář, prozaik, básník, dramatik a překladatel (* 1869)
- 22. října – Václav Michael Mölzer, český stavitel varhan (* 7. listopadu 1830)
- 26. října – Friedrich von Leitenberger, český podnikatel a politik německé národnosti (* 5. listopadu 1837)
- 31. října – Klotylda Clam-Gallasová, česko-rakouská šlechtična a kněžna z Ditrichštejna (* 26. června 1828)
- 07. prosince – Jan Evangelista Mitvalský, český lékař-oftalmolog (* 1. června 1861)
- 11. prosince – Jan Evangelista Kosina, národní buditel, filolog, publicista a spisovatel (* 22. prosince 1827)
- 21. prosince – Alois Oliva, pražský obchodník, politik a mecenáš (* 11. července 1822)
- 24. prosince – Ludwig Schlesinger, rakouský a český historik a politik (* 13. října 1838)

### Svět

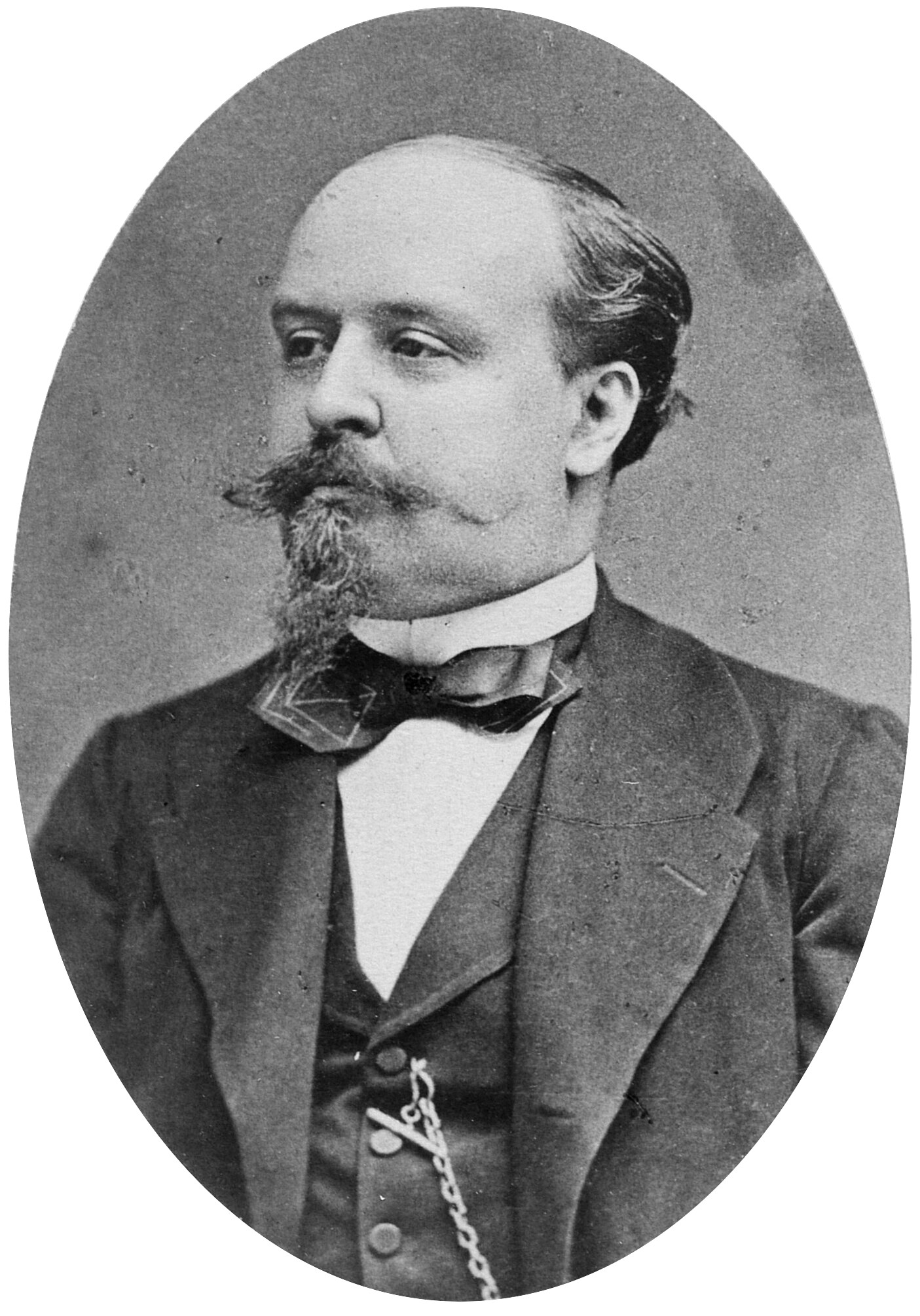
Juliusz Kossak († 3. února)

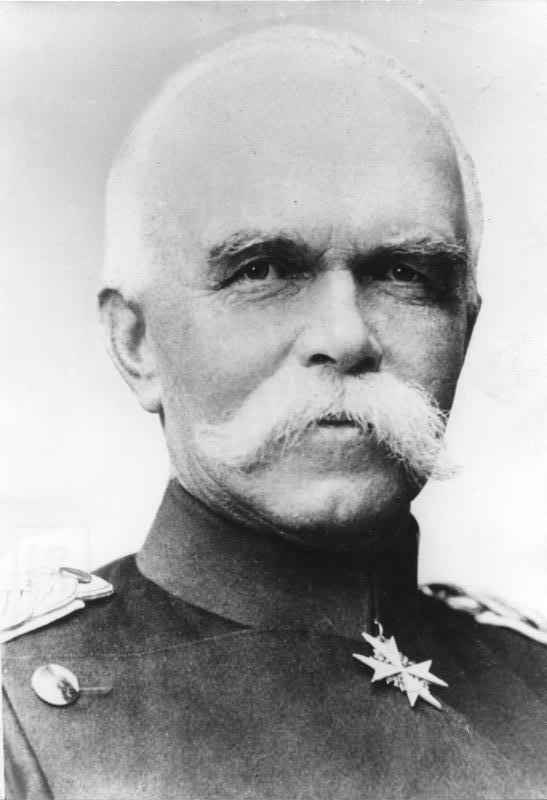
Leo von Caprivi († 6. února)

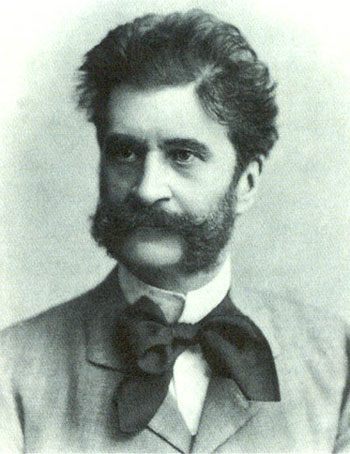
Johann Strauss mladší († 3. června)

- 12. ledna – Julius von Falkenhayn, předlitavský politik (* 20. února 1829)
- 14. ledna – Nubar Paša, první premiér Egypta (* ? 1825)
- 15. ledna – Serafino Dubois, italský šachový mistr (* 10. října 1817)
- 29. ledna – Alfred Sisley, francouzský malíř (* 30. října 1839)
- 31. ledna – Marie Luisa Bourbonsko-Parmská, princezna parmská a kněžna bulharská (* 17. ledna 1870)
- 3. února – Juliusz Kossak, polský malíř (* 15. prosince 1824)
- 6. února
  - Alfréd Sasko-Koburský, princ a následník trůnu Sasko-kobursko-gothajského vévodství (* 15. října 1874)
  - Leo von Caprivi, německý kancléř (* 24. února 1831)
- 12. února – Adile Sultan, osmanská princezna, dcera sultána Mahmuda II., sestra sultána Abdülmecida I. a sultána Abdülazize (* 23. května 1826)
- 16. února – Félix Faure, francouzský prezident (* 30. ledna 1841)
- 18. února
  - Sophus Lie, norský matematik (* 17. prosince 1842 )
  - Marie Imakuláta Neapolsko-Sicilská, princezna bourbonská a arcivévodkyně rakouská (* 14. dubna 1844)
- 24. února – Charles Nuitter, francouzský právník, dramatik a libretista (* 24. dubna 1828)
- 25. února – Paul Julius Reuter, zakladatel agentury Reuters (* 21. července 1816)
- 18. března – Othniel Charles Marsh, americký paleontolog (* 29. října 1831)
- 20. března – Franz von Hauer, rakouský geolog a paleontolog (* 30. ledna 1822)
- 4. dubna – Arnošt Habsbursko-Lotrinský, rakouský arcivévoda, vnuk Leopolda II. (* 8. srpna 1824)
- 17. dubna – Alexander von Petrino, předlitavský politik (* 18. května 1824)
- 19. dubna – Édouard Pailleron, francouzský básník a dramatik (* 7. září 1834)
- 20. dubna – Charles Friedel, francouzský chemik (* 12. března 1832)
- 26. dubna – Karl Sigmund von Hohenwart, předlitavský státní úředník a politik (* 12. února 1824)
- 13. května – William James Harding, novozélandský fotograf (* 19. září 1826)
- 25. května – Maria Rosalia Bonheur, francouzská malířka (* 22. března 1822)
- 30. května – Johann Eichler, opavský kněz (* 23. listopadu 1818)
- 2. června – John Whitehead, anglický přírodovědec (* 30. června 1860)
- 3. června
  - George Alcock MacDonnell, irský duchovní a šachový mistr (* 16. srpna 1830)
  - Johann Strauss mladší, hudební skladatel, nazývaný „králem valčíků“ (* 25. října 1825)
- 5. července – Hippolyte Lucas, francouzský entomolog (* 17. ledna 1814)
- 10. června – Ernest Chausson, francouzský hudební skladatel (* 20. ledna 1855)
- 3. července – Gabriel Finne, norský spisovatel (* 10. února 1866)
- 25. července – Niklaus Riggenbach, švýcarský vynálezce (* 21. května 1817)
- 27. července – Tassilo von Heydebrand und der Lasa, německý diplomat a šachový mistr (* 17. října 1818)
- 30. července – Adléta ze Schaumburg-Lippe, dánská šlechtična (* 9. března 1821)
- 13. srpna – Karl Heinrich Weizsäcker, německý protestantský teolog (* 11. prosince 1822)
- 16. srpna
  - Robert von Benda, německý šlechtic a politik (* 18. února 1816)
  - Robert Wilhelm Bunsen, německý chemik (* 30. března 1811)
- 26. srpna – Alexandra Žukovská, ruská dvorní dáma a milenka velkoknížete Alexeje Alexandroviče Romanova (* 11. listopadu 1842)
- 31. srpna – Emanuel von Merta, velící generál v Josefově (* 3. listopadu 1836)
- 2. září – Ernest Renshaw, anglický tenista (* 3. ledna 1861)
- 4. září – Jovan Ristić, srbský politik (* 16. ledna 1831)
- 20. září – Carl Gustaf Thomson, švédský entomolog (* 13. října 1824)
- 27. září – Edward Rittner, předlitavský státní úředník, právník a politik (* 26. prosince 1845)
- 28. září
  - Giovanni Segantini, italský malíř (* 15. ledna 1858)
  - Eugène Noël, francouzský spisovatel (* 4. září 1816)
- 13. října – Aristide Cavaillé-Coll, francouzský varhanář (* 2. února 1811)
- 13. listopadu – Ulrika von Levetzow, přítelkyně Goetha (* 4. února 1804)
- 16. listopadu – Vincas Kudirka, litevský spisovatel, novinář, básník a překldatel (* 31. prosince 1858)
- 21. listopadu
  - Garret Hobart, 24. viceprezident USA (* 3. června 1844)
  - Marie Bádenská, bádenská princezna a leiningenská kněžna (* 20. listopadu 1834)
- 4. prosince – Franciszek Jan Smolka, rakouský politik polského původu (* 5. listopadu 1810)
- 8. prosince – Max Lange, německý šachový mistr (* 7. srpna 1832)
- 15. prosince – Alberto Pasini, italský malíř (* 3. září 1826)
- 28. prosince – Carl Rammelsberg, německý chemik a mineralog (* 1. dubna 1813)
- 31. prosince – Karl Millöcker, rakouský operetní skladatel (* 29. srpna 1842)
- ? – Domenico Bresolin, italský fotograf (* 1814)

## Hlavy států

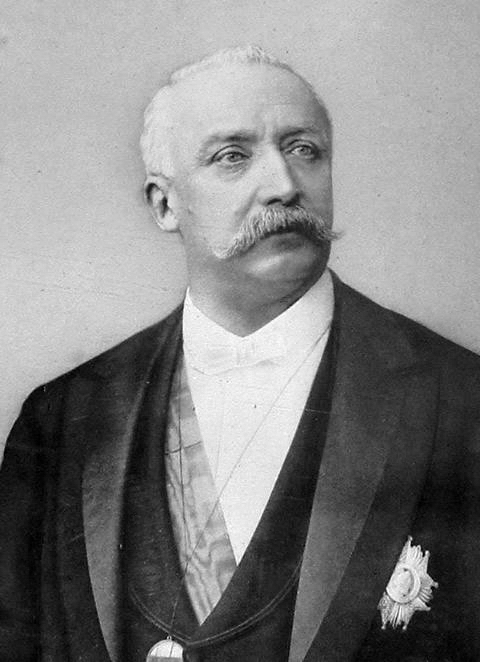
V roce 1899 zemřel francouzský prezident Félix Faure

- České království – František Josef I.
- Papež – Lev XIII.
- Království Velké Británie – Viktorie
- Francouzská republika – Félix Faure / Émile Loubet
- Uherské království – František Josef I.
- Rakouské císařství – František Josef I.
- Rusko – Mikuláš II.
- Prusko – Vilém II. Pruský
- Dánsko – Kristián IX.
- Švédsko – Oskar II.
- Belgie – Leopold II. Belgický
- Nizozemsko – Vilemína
- Řecko – Jiří I. Řecký
- Španělsko – Alfons XIII. Španělský
- Portugalsko – Karel I. Portugalský
- Itálie – Umberto I.
- Osmanská říše – Abdulhamid II.
- USA – William McKinley
- Japonsko – Meidži